# Fabrizio Faniello
Fabrizio Faniello (La Valletta, 27 aprile 1981) è un cantante maltese.
Ha rappresentato Malta all'Eurovision Song Contest nel 2001 a Copenaghen e nel 2006 ad Atene. Anche sua sorella Claudia è una cantante.

## Biografia
Si avvicina alla musica fin da piccolo, grazie all'interessamento di un insegnante. Tuttavia la sua prima passione è il calcio (giocherà anche per qualche mese in Italia, a Torino, nel 1997).
Tornato a Malta, sceglie la strada della musica. Nel 2001 pubblica il suo primo album, While I'm Dreaming, che raggiunge il numero uno nelle classifiche maltesi.
Il singolo di lancio del suo secondo disco, I'm In Love (The Whistle Song), raggiunge il primo posto a Malta, ma entra in classifica anche in altri paesi europei, tra cui Svezia (7º posto, 15 settimane consecutive nella top-20) e Finlandia (11º). L'album When We Danced raggiunge la vetta delle classifiche maltesi.
L'exploit europeo è bissato dal terzo album, Believe e dai singoli tratti da questo, in particolare Bye Baby Bye Bye.
A settembre 2009 ha partecipato al Konkors Kanzunetta Indipendenza, festival musicale maltese, con il brano Futur.
Parla correntemente italiano, maltese e inglese.

## Eurovision Song Contest
Faniello ha partecipato numerose volte alle selezioni maltesi per l'Eurovision Song Contest, guadagnandosi due volte la possibilità di rappresentare il suo paese alla kermesse canora continentale.
- 1998 - More Than Just A Game (2º posto su 20 partecipanti)
- 1999 - Thankful For Your Love (8º posto su 16 partecipanti)
- 2000 - Change Of Heart (2º posto su 16 partecipanti)
- 2001 - Another Summer Night[1] (1º posto su 16 partecipanti, e partecipazione all'Eurovision Song Contest 2001)
- 2004 - Did I Ever Tell You (3º posto su 16 partecipanti)
- 2005 - Don't Tell It (12º posto su 22 partecipanti)
- 2006 - I Do (1º posto su 18 partecipanti, e partecipazione all'Eurovision Song Contest 2006)
- 2011 - No surrender (4º posto su 24 partecipanti)
- 2012 - I will fight for you (Papa's song) (6º posto su 24 partecipanti)
- 2014 - Just no place like home (eliminato in semifinale).

Nella sua prima partecipazione, Eurovision Song Contest 2001 a Copenaghen, Faniello chiuse al nono posto, segnando l'inizio della sua carriera internazionale.
Decisamente più sfortunata la seconda esperienza, Eurovision Song Contest 2006 ad Atene: a causa di un'esecuzione tutt'altro che impeccabile, non è andato oltre all'ultimo posto in finale, con un solo punto.

## Discografia

### Album
- 2001 - While I'm Dreaming
- 2004 - When We Danced
- 2005 - Believe
- 2007 - Hits & Clips
- 2011 - No Surrender